# Nesillas
Nesillas ist eine Gattung von Singvögeln aus der Familie der Rohrsängerartigen. Es gibt fünf rezente Arten, die auf Madagaskar und den Komoren vorkommen. Eine sechste Art – der Aldabraspötter (N. aldabrana) vom Aldabra-Atoll – gilt als ausgestorben.
Der wissenschaftliche Gattungsname leitet sich von griechisch nēsos für „Insel“, womit hier Madagaskar gemeint ist, und „illas“ für „Drossel“ ab.

## Beschreibung

### Aussehen
Es handelt sich bei den Vertretern der Gattung um mittelgroße Rohrsänger, die oberseits olivfarben, grünlich oder graubraun und unterseits blasser mit gräulichem bis olivbraunem Anflug gefärbt sind. Die meisten Arten haben undeutliche dunkle Streifen auf der Kehle und der oberen Brust. Die Vertreter der Gattung haben ferner kurze, abgerundete Flügel sowie lange, deutlich unterteilte Schwänze. Ihr Schnabel ist recht lang und massiv; der recht flache Kopf weist einen schmalen, blassen Überaugenstreif auf. Je nach Art variiert die Körpergröße von 15 bis 20 Zentimetern und das Gewicht von 14 bis 21 Gramm.

### Stimme
Der Gesang besteht aus hartem Geklapper und tiefem, strukturlosem Geratter. Bei zwei Arten, dem Mohélispötter (N. mariae) und dem Strichelbrustspötter (N. brevicaudata), kommen auch komplexere Gesänge vor.

## Habitat und Lebensweise
Der Lebensraum beinhaltet halbtrockene und immergrüne Wälder, Philippia-Heide, Euphorbien-Wälder und Buschland. Die Nahrung besteht aus Insekten, einschließlich Motten und deren Raupen, Ameisen, Käfern sowie aus Spinnentieren. Die becherförmigen, tiefen Nester liegen meist in dichter Vegetation nah am Boden, seltener – wie vom Mohélispötter (N. mariae) bekannt ist – auch in Höhen von bis zu neun Metern über dem Boden.

## Gefährdungssituation
Von den fünf in der Roten Liste der IUCN bewerteten Arten gelten drei als nicht gefährdet (Least Concern), ihre Bestände sind stabil. Bei einer Art, dem Mohélispötter (N. mariae) sinken die Bestände und er wird als stark gefährdet (Endangered) eingestuft. Die letzte Art, der Aldabraspötter (N. aldabrana), wird als ausgestorben gelistet.

## Systematik und Arten
Die Zuordnung zur Familie der Rohrsängerartigen (Acrocephalidae) erfolgte durch DNA-Analysen. Es werden derzeit etwa sechs Arten anerkannt, wobei der Artstatus einer Art, des Anjouanspötters (N. longicaudata), umstritten ist und dieser häufig als Unterart des Madagaskarspötters (N. typica) betrachtet wird. Die Unterart obscura des Madagaskarspötters hingegen könnte in den Artstatus aufsteigen.
- Madagaskarspötter (Nesillas typica) – Madagaskar, Mohéli
  - Nesillas typica moheliensis (Benson, 1960) – montanes Mohéli
  - Nesillas typica obscura (Delacour, 1931) – westliches Madagaskar
  - Nesillas typica ellisii (Schlegel & Pollen, 1868) – nördliches und nordöstliches Madagaskar
  - Nesillas typica typica (Hartlaub, 1860) – zentrales, östliches und südliches Madagaskar
- Wolfsmilchspötter (Nesillas lantzii) (Grandidier, A, 1867) – südwestliches Madagaskar
- Anjouanspötter (Nesillas longicaudata) (Newton, E, 1877) – Anjouan
- Strichelbrustspötter (Nesillas brevicaudata) (Milne-Edwards & Oustalet, 1888) – montanes Grande Comore
- Mohélispötter (Nesillas mariae) Benson, 1960 – Mohéli
- † Aldabraspötter (Nesillas aldabrana) Benson & Penny, 1968 – Malabar (nordwestliches Aldabra-Atoll)

Die deutschen Artnamen orientieren sich an der Artenliste Die Vögel der Erde in der 3. Auflage von 2022.